# Diána Németh
Diána Melinda Németh (* 31. August 2004) ist eine ungarische Fußballspielerin, die seit Sommer 2025 bei RB Leipzig unter Vertrag steht und seit dem Jahr 2021 auch A-Nationalspielerin ist.

## Karriere

### Vereine
Németh begann in der Jugendabteilung von Ferencváros Budapest mit dem Fußballspielen. Noch als B-Jugendspielerin kam sie für die erste Mannschaft in der Női NB I, die höchste Spielklasse im ungarischen Frauenfußball, zum Einsatz. Sie debütierte im Seniorinnenbereich am 18. Juni 2020 (16. Spieltag) beim 2:1-Sieg im Heimspiel gegen den MTK Budapest als Einwechselspielerin in der 78. Minute. In der Folgesaison bestritt sie bereits drei Punktspiele, jeweils eins in den Monaten September, Oktober und November. In der Saison 2021/22, dem Kader der ersten Mannschaft zugehörig, bestritt sie 16 Punktspiele, in denen ihr auch ein Tor gelang. Dieses erzielte sie am 23. April 2022 (17. Spieltag) beim 6:0-Sieg im Heimspiel gegen die Frauenmannschaft des Puskás Akadémia FC mit dem Treffer zur 1:0-Führung in der fünften Minute. In der Meisterrunde bestritt sie im Mai 2022 noch einmal zwei Spiele. Am 19. und 26. August 2022 (1. und 2. Spieltag) wurde sie das letzte Mal in der höchsten Spielklasse eingesetzt, bevor ihre Verpflichtung am 18. Januar 2024 auf der Vereins-Website des Bundesligisten VfL Wolfsburg öffentlich wurde. Die Perspektivspielerin, die einen bis zum 30. Juni 2027 datierten Vertrag erhalten hatte, debütierte erst am 13. April 2024 (18. Spieltag) beim 4:1-Sieg im Auswärtsspiel gegen den SC Freiburg mit Einwechslung in der 83. Minute für Nuria Rábano, da sie vom 26. bis 30. Januar mit einer Erkältung und vom 14. bis 22. März mit muskulären Problemen zu kämpfen hatte.
Zur Saison 2025/26 wechselte sie zu RB Leipzig.

### Nationalmannschaft
Zwischen den zwei Spielen der EM-Qualifikationsgruppe 9 für die U17-Nationalmannschaft im Oktober 2019 und den drei Spielen der EM-Qualifikationsgruppe E der zweiten Qualifikationsrunde für die U19-Nationalmannschaft im April 2022, erfuhr sie bereits ihre ersten beiden Länderspiele für die A-Nationalmannschaft. Sie wurde im dritten und vierten Spiel der WM-Qualifikationsgruppe B gegen die Nationalmannschaften Schottlands und Färöers eingesetzt. Des Weiteren nahm sie mit der Mannschaft am Turnier um den Pinatar Cup 2022 in Spanien teil und bestritt die beiden Spiele gegen die Nationalmannschaften Russlands und Polens im Viertelfinale und im Halbfinale um Platz 5 bis 8. Zuletzt kam sie in fünf der sechs Spiele der Gruppe B1 im Turnier der Nations League zum Einsatz.

## Erfolge
- DFB-Pokal-Sieger: 2024